# Urotropis trispina
Urotropis trispina är en mångfotingart som beskrevs av Demange och Jean-Paul Mauriès 1975. Urotropis trispina ingår i släktet Urotropis och familjen Spirostreptidae. Inga underarter finns listade i Catalogue of Life.